# Lou Reed Live
Lou Reed Live es el segundo álbum en directo de Lou Reed lanzado en 1975. Este fue grabado en el mismo concierto que Rock n Roll Animal el 21 de diciembre de 1973 en Howard Stein's Academy of Music, New York .Este presenta tres canciones de Transformer, una canción de The Velvet Underground and Nico y dos canciones de Berlin.
En 2003, BMG Special Music Products repusieron el álbum ya que estaban lanzando ediciones extendidas de álbumes, anunciando a este como versión extendida a pesar de no serlo.
La mezcla de este álbum difiere de su contraparte en que el guitarrista Dick Wagner es oído en el canal izquierdo, y Steve Hunter esta en el derecho; esta posición es inversa a la de Rock n Roll Animal.

## Lista de temas
1. "Vicious" - 6:00
2. "Satellite of Love" - 6:00
3. "Walk on the Wild Side" - 4:54
4. "I'm Waiting for the Man" - 3:41
5. "Oh, Jim" - 10:42
6. "Sad Song" - 7:31

## Banda
- Lou Reed - voz
- Ray Colcord - teclados
- Pentti Glan - batería
- Steve Hunter - guitarra
- Prakash John - bajo
- Dick Wagner - guitarra

- Datos: Q973511